# Медякаси
Медяка́си (рос. Медякасы, чув. Метякасси) — присілок у Чувашії Російської Федерації, у складі Ядринського сільського поселення Ядринського району.
Населення — 112 осіб (2010; 148 в 2002, 227 в 1979, 342 в 1939, 325 в 1926, 259 в 1897, 157 в 1858).

## Історія
Історична назва — Медякас. Засновано 18 століття як виселок села Янимово. До 1866 року селяни мали статус державних, займались землеробством, тваринництвом. На початку 20 століття діяло 2 вітряки, працювали різні майстерні. 1931 року створено колгосп «Швидкий». До 1926 року присілок перебував у складі Ядринської, а до 1927 року — Малокарачкінської волостей Ядринського повіту, після переходу 1927 року на райони — спочатку у складі Татаркасинського, з 1939 року — Сундирського, а з 1962 року — Ядринського районів.

## Господарство
У присілку діє спортивний майданчик.